# Russisk-Amerikanske Kompagni
Det Russisk-Amerikanske Kompagni (russisk: Под высочайшим Его Императорского Величества покровительством Российская Американская Компания) var et handelskompagni oprettet i 1799 ved kejserlig forordning udstedt af tsar Paul 1. Det var Ruslands første aktieselskab, men kom fra 1818 under regeringskontrol. Kompagniet havde først hovedkontor i Irkutsk, men flyttede allerede i 1801 til Sankt Petersborg.
Kompagniet fik monopol på handel på Aleuterne, i Alaska og på Stillehavskysten ned til 55 grader nord, i 1821 udvidet til 51 grader nord. I 1804 blev en permanent bosætning, kaldet Novo-Archangel'sk, etableret ved dagens Sitka. Kompagniet etablerede et handelsfort så langt sydpå som Californien. Det sydligste fort, Fort Ross, lå lige nord for San Francisco.
Kompagniet var aktivt til 1867, da Rusland solgte Alaska til USA. De kommercielle interesser blev samtidig solgt til et amerikansk firma.